# Воздушная армия США
Воздушная армия США (англ. — «Numbered Air Force» или «NAF») — оперативное формирование (объединение) Военно-воздушных сил США, предназначенное для совместных действий с другими видами Вооружённых сил США, а также решения самостоятельных оперативных и стратегических задач.

## Именование
Воздушные армии США именуются также нумерованными Военно-воздушными силами («Numbered Air Force» или «NAF»). В наименовании используется текстовое написание цифр, обозначающих номер воздушной армии, а в аббревиатурах используются цифры. Например, Fourteenth Air Force (Четырнадцатая воздушная армия) или 14 AF (14 ВА).

## Структура и выполняемые задачи
Воздушная армия самостоятельно решает оперативные задачи, в составе Главного командования ВВС США — стратегические задачи. Состоит из структурных подразделений: авиакрылья, эскадрильи и группы. Командующий воздушной армией по званию — генерал-майор или генерал-лейтенант.

## История

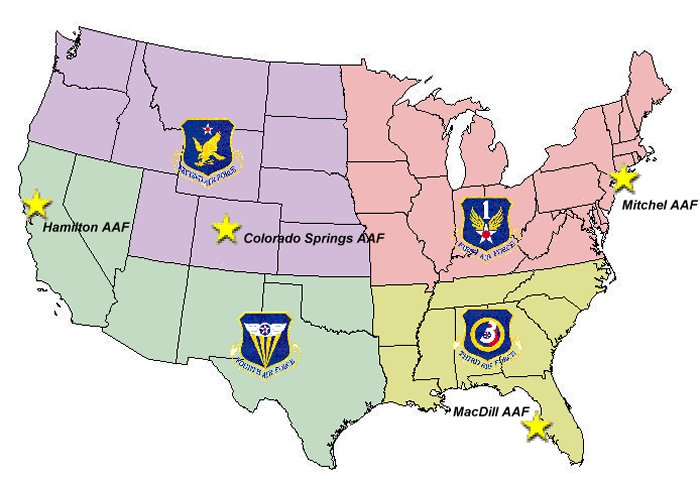
Расположение армий на карте США

Воздушные армии были созданы в составе воздушного корпуса армии США перед Второй мировой войной 19 октября 1940 года. Для обеспечения ПВО США были созданы четыре воздушных округа: северо-восточный, северо-западный, юго-восточный и юго-западный. На базе этих четырёх округов простым переименованием 26 марта 1941 года были созданы первые четыре воздушные армии: 1-я, 2-я, 3-я и 4-я воздушные армии. После формирования ВВС армии США (наименование ВВС США в период с 20 июня 1941 года по 18 сентября 1947 года) с 18 сентября 1942 года арабские цифры в наименовании армии были изменены на текстовое написание цифрового обозначения: Первая воздушная армия, Вторая воздушная армия, Третья воздушная армия и Четвёртая воздушная армия.
Все существующие авиационные объединения были переименованы в номерные силы (воздушные армии) и получили соответствующее наименование. Так, Филиппинский департамент ВВС стал именоваться 5-й воздушной армией, ВВС Панамского канала — 6-й воздушной армией, ВВС на Гавайях — 7-й воздушной армией, ВВС на Аляске — 11-й воздушной армией. Всем созданным после 18 сентября 1942 года авиационным объединениям присваивался очередной номер..
После окончания Второй мировой войны в системе ВВС США продолжали использовать оба наименования. В марте 1946 года ВВС армии США были подвергнуты реорганизации: были сформированы три основных оперативных командования: Тактическое авиационное командование (Tactical Air Command (TAC)), Стратегическое авиационное командование (Strategic Air Command (SAC)) и Командование ПВО (Air Defense Command (ADC)). В соответствии с планами реорганизации ВВС США воздушные армии вошли в состав этих командований.
В ходе очередной реорганизации ВВС США в 1990-х годах воздушные армии были реформированы по инициативе Начальника штаба воздушных сил США Меррила Макпика. Реформе подверглись промежуточные тактические звенья управления в армии и сокращено количество вспомогательных звеньев .
В 2006 году были пересмотрены планы на использование воздушных армий в связи с реализацией концепции использования воздушной армии как компонента сил (C-NAF).

## Перечень воздушный армий ВВС США
| Воздушная армия                                                       | Эмблема | Штаб-квартира               | Главное командование                      | Примечание |
| --------------------------------------------------------------------- | ------- | --------------------------- | ----------------------------------------- | --- |
| Первая воздушная армия (First Air Force (AFNORTH))                    |         | Тиндалл, Флорида, США       | Боевое авиационное командование           | Компонент (C-NAF) Северного командования Вооружённых сил США (USNORTHCOM) и Командования ВКО Северной Америки на континенте ((CONR) |
| Вторая воздушная армия (Second Air Force)                             |         | Кислэр, Миссисипи, США      | Учебное авиационное командование          | Нелетная техническая подготовка специалистов ВВС США                                                                                |
| Третья воздушная армия (Third Air Force)                              |         | Рамштайн, Германия          | Командование ВВС в Европе и Африке        | Компонент (C-NAF) Европейского командования ВС США (USEUCOM)                                                                        |
| Четвертая воздушная армия (Fourth Air Force)                          |         | Марч, Калифорния, США       | Командование резерва ВВС                  | Резерв Командования воздушных перевозок                                                                                             |
| Пятая воздушная армия (Fifth Air Force)                               |         | Ёкота, Япония               | Командование ВВС в зоне Тихого океана     | Компонент (C-NAF) Вооружённых сил США в Японии                                                                                      |
| Шестая воздушная армия (Sixth Air Force)                              |         | Ховард, Панама              |                                           | Переименована из Южного командования ВВС США в 1963 году                                                                            |
| Седьмая воздушная армия (Seventh Air Force, AFKOR)                    |         | Осан, Корея                 | Командование ВВС в зоне Тихого океана     | Компонент (C-NAF) Вооружённых сил США в Корее                                                                                       |
| Восьмая воздушная армия (Eighth Air Force, AFSTRAT-GS)                |         | Барксдейл, Луизиана, США    | Командование глобальных ударов ВВС США    | Компонент (C-NAF) Стратегического командования Вооружённых сил США                                                                  |
| Девятая воздушная армия (Ninth Air Force)                             |         | Шоу, Южная Каролина, США    | Боевое авиационное командование           | Компонент (C-NAF) Центрального командования вооружённых сил США                                                                     |
| Десятая воздушная армия (Tenth Air Force)                             |         | Форт Уэрт, Техас, США       | Командование резерва ВВС                  | резерв Боевого авиационного командования                                                                                            |
| Одиннадцатая воздушная армия (Eleventh Air Force)                     |         | Элмендорф, Аляска, США      | Командование ВВС в зоне Тихого океана     | Компонент (C-NAF) Аляскинского командования ВС США и Зоны Аляски Командования ВКО Северной Америки                                  |
| Двенадцатая воздушная армия (Twelfth Air Force, AFSOUTH)              |         | Девис-Монтен, Аризона, США  | Боевое авиационное командование           | Компонент (C-NAF) Южного командования вооружённых сил США (USSOUTHCOM)                                                              |
| Тринадцатая воздушная армия (Thirteenth Air Force, AFPAC)             |         | Хикэм, Гавайи, США          | Командование ВВС в зоне Тихого океана     | Компонент (C-NAF) Командования вооружённых сил США в зоне Тихого океана (USPACOM). Расформирована в 2012 году                       |
| Четырнадцатая воздушная армия (Fourteenth Air Force, AFSTRAT-SP)      |         | Ванденберг, Калифорния, США | Космическое командование ВВС США          | Компонент (C-NAF) Стратегического командования Вооружённых сил США                                                                  |
| Пятнадцатая воздушная армия (Fifteenth Air Force)                     |         | Трэвис, Калифорния, США     | Командование воздушных перевозок          | Переформирована в 15-ю экспедиционную группу мобильных сил в 2003 году. Расформирована в 2012 году.                                 |
| Шестнадцатая воздушная армия (Sixteenth Air Force)                    |         | Измир, Турция               | Командование ВВС в Европе и Африке        | Переформирована в 16-ю воздушную экспедиционную специальную группу в 2006 году. Расформирована в 2008 году.                         |
| Семнадцатая воздушная армия (Seventeenth Air Force)                   |         | Рамштайн, Германия          | Командование ВВС в Европе и Африке        | Переформирована в 17-ю экспедиционную воздушную армию. Расформирована в 2012 году                                                   |
| Восемнадцатая воздушная армия (Eighteenth Air Force, AFTRANS)         |         | Скотт, Иллинойс, США        | Командование воздушных перевозок          | Компонент (C-NAF) Транспортного командования вооруженных сил США                                                                    |
| Девятнадцатая воздушная армия (Nineteenth Air Force)                  |         | Рэндолф, Техас, США         | Учебное авиационное командование          | Первоначальная лётная подготовка всех кадров ВВС США                                                                                |
| Двадцатая воздушная армия (Twentieth Air Force)                       |         | Уоррен, Вайоминг            | Командование глобальных ударов ВВС США    | Компонент (C-NAF) Стратегического командования Вооружённых сил США                                                                  |
| Двадцать первая воздушная армия (Twenty-First Air Force)              |         | Мак-Гури, Нью-Джерси, США   |                                           | Переформирована в 2003 году в 21-ю воздушную экспедиционную специальную группу. Расформирована в 2012 году                          |
| Двадцать вторая воздушная армия (Twenty-Second Air Force)             |         | Доббинс, Джорджия, США      | Командование резерва ВВС                  | резерв Командования воздушных перевозок                                                                                             |
| Двадцать третья воздушная армия (Twenty-Third Air Force, AFSOC)       |         | Херлберт, Флорида, США      | Командование специальных операций ВВС США | Расформирована в 2013 году |
| Двадцать четвёртая воздушная армия (Twenty-Fourth Air Force, AFCYBER) |         | Лэкленд, Техас, США         | Космическое командование ВВС США          | Компонент (C-NAF) Кибернетического командования США и Стратегического командования Вооружённых сил США                              |
| Двадцать пятая воздушная армия (Twenty-Fifth Air Force)               |         | Лэкленд, Техас, США         | Боевое авиационное командование           | Переформирована 29 сентября 2014 года в Агентство разведки, наблюдения и анализа ВВС США                                            |

## Именованные воздушные армии
Ранее существовавшие именованные воздушные армии ВВС США:
| Именованные объединения уровня воздушной армии                 | Эмблема | Штаб-квартира                                        | Главное командование                                      | Примечание |
| -------------------------------------------------------------- | ------- | ---------------------------------------------------- | --------------------------------------------------------- | --- |
| ВВС США в Исландии                                             |         | Кеблавик, Исландия                                   | Командование ВВС в Европе и Африке                        | Сформирована в 1952 году. Выполняла задачи ПВО Исландии и в Северной Атлантике. Расформирована 28 июня 2006 года                                                                |
| Силы авиационного материального снабжения в Европе             |         | Шатору, Франция                                      | Командование материального снабжения ВВС США              | С 1954 по 1962 год занималась организацией материально-технического снабжения ВВС США в Европе                                                                                  |
| Силы авиационного материального снабжения в зоне Тихого океана |         | Татикава, Япония                                     | Командование материального снабжения ВВС США              | Сформирована во время Второй Мировой войны в 1944 году, занималась организацией материально-технического снабжения ВВС США в Тихоокеанском регионе. Расформирована в 1962 году. |
| Инженерная авиационная группа                                  |         | Форт-Уэрт, Техас, США                                | Континентальное авиационное командование                  | Инженерное авиационное обеспечение ВВС США силами гражданских специалистов. Существовало в период с 1951 по 1956 гг.                                                            |
| Центральный район ПВО                                          |         | Ричардс-Гебор, Миссури, США                          | Командование ПВО США                                      | Контроль зоны ПВО центральной части США в 1951—1960 гг. |
| Восточный район ПВО                                            |         | Стюарт, Нью-Йорк                                     | Командование ПВО США                                      | Контроль зоны ПВО восточной части США в 1949—1960 гг. |
| Западный район ПВО                                             |         | Гамильтон, Калифорния, США                           | Командование ПВО США                                      | Контроль зоны ПВО западной части США в 1951—1960 гг. |
| Группа подготовки экипажей для ВВС США                         |         | Рэндолф, Техас, США                                  | Учебное авиационное командование                          | Обучение экипажей воздушных судов в период с 1952 по 1957 гг. |
| Группа лётной подготовки ВВС США                               |         | Рэндолф, Техас, США                                  | Учебное авиационное командование                          | Обучение лётного состава в период с 1951 по 1958 гг. |
| Группа технической подготовки ВВС США                          |         | Рэндолф, Техас, США Учебное авиационное командование | Обучение технического состава в период с 1951 по 1958 гг. | |
| Группа ПВО Японии                                              |         | Нагойя, Япония                                       | Дальневосточные ВВС США                                   | На замену 314-й авиационной дивизии, существовала в 1952—1954 гг. |
| Тихоокеанские ВВС                                              |         | Хикэм, Гавайи, США                                   | Дальневосточные ВВС США                                   | Контроль в Тихом океане и на Дальнем Востоке при переводе Дальневосточных ВВС США из Японии на Гавайи в 1954—1957 гг.                                                           |
| Силы специальных операций ВВС США                              |         | Эглин, Флорида, США                                  | Тактическое авиационное командование                      | Сформированы из специального центра после увеличения штата, 1962—1974 гг. |
| Центральные ВВС США                                            |         | Шоу, Южная Каролина, США                             | Боевое авиационное командование                           | Сформирована в 1983 году как Центральное командование ВВС США (USCENTAF); переименована в Центральные ВВС США (USAFCENT) в 2009 году. Компонент Центрального командования США.  |